# Sắt(III) chromat
Sắt(III) cromat là một hợp chất vô cơ, một muối sắt(III) của axit cromic có công thức hóa học Fe2(CrO4)3.

## Lịch sử
Sắt(III) cromat được phát hiện bởi Samuel Hibbert-Ware vào năm 1817 khi đến thăm Shetland.

## Sản xuất
Nó có thể được hình thành từ phản ứng của kali cromat và sắt(III) nitrat. Phản ứng này tạo thành sắt(III) cromat và kali nitrat. Nó cũng có thể được hình thành do quá trình oxy hóa bởi không khí của sắt(III) oxit và crom(III) oxit trong môi trường thông thường:
4Fe2O3 + 6Cr2O3 + 9O2 → 4Fe2(CrO4)3